# Giải SDFCS cho phim hay nhất
Giải SDFCS cho phim hay nhất là một trong các giải của SDFCS dành cho phim được bầu chọn là hay nhất trong năm. Giải này được lập từ năm 1996.

## Các phim đoạt giải

### Thập niên 1990
| Năm  | Phim              | Đạo diễn      |
| ---- | ----------------- | ------------- |
| 1996 | Fargo             | Joel Coen     |
| 1997 | L.A. Confidential | Curtis Hanson |
| 1998 | Gods and Monsters | Bill Condon   |
| 1999 | American Beauty   | Sam Mendes    |

### Thập niên 2000
| Năm  | Phim                   | Đạo diễn          |
| ---- | ---------------------- | ----------------- |
| 2000 | Almost Famous          | Cameron Crowe     |
| 2001 | Ghost World            | Terry Zwigoff     |
| 2002 | Far from Heaven        | Todd Haynes       |
| 2003 | Dirty Pretty Things    | Stephen Frears    |
| 2004 | Vera Drake             | Mike Leigh        |
| 2005 | King Kong              | Peter Jackson     |
| 2006 | Letters from Iwo Jima  | Clint Eastwood    |
| 2007 | No Country for Old Men | Ethan & Joel Coen |
| 2008 | Slumdog Millionaire    | Danny Boyle       |

Bản mẫu:SDFCS Awards Chron